# Heppen
Heppen is een dorp in de Belgische provincie Limburg en een deelgemeente van Leopoldsburg, het was een zelfstandige gemeente tot aan de gemeentelijke herindeling van 1977. De patroonheilige van Heppen is Sint-Blasius.
Heppen is een woondorp gelegen in de Kempen op 7 kilometer ten noorden van Beringen. Aan de kerk komen de N72 naar Hasselt via Beringen, de N73 naar Kessenich via Leopoldsburg en de N141 naar Veerle (Laakdal) via Ham samen. In het noordwesten ligt nog het gehucht Immert.
Bijna een kwart van de oppervlakte, vooral ten westen van de dorpskern, is bebost. Dit zijn de Gerheserbossen.

## Geschiedenis
Heppen was steeds een gehucht van Beverlo. Samen behoorden ze tot het Land van Ham waartoe ook Kwaadmechelen en Oostham behoorden.
Voor 1500 was Heppen een grote heidevlakte met weinig bewoning. Vanaf dat jaar begon zich stilaan een woonkern te vormen. Rond 1600 bouwden de inwoners op de plaats van de huidige pastorie een schans om zich te verdedigen tegen rondtrekkende bendes. Vooral in de 17e eeuw werd Heppen meermaals geplunderd.
Een eerste stap naar zelfstandigheid werd gezet in 1778 toen er een kapel werd opgericht zodat de inwoners de verre afstand tot de kerk van Beverlo niet meer moesten afleggen. Bij het ontstaan van de gemeenten in 1795 bleef Heppen een gehucht van Beverlo. Een tweede stap naar zelfstandigheid werd in 1839 gezet toen Heppen een zelfstandige parochie werd. Ruim tien jaar later, in 1850, scheidde Heppen zich af van Beverlo en werd het een zelfstandige gemeente.
De verdeling van de heidevlakten zorgde voor moeilijkheden die pas in 1864 opgelost waren. Vanaf dat jaar werden grote delen van de heide bebost. Heppen werd ontsloten door de aanleg van de weg Leopoldsburg-Veerle in 1851, de weg Beringen-Heppen in 1852 en de spoorlijn van Diest naar Leopoldsburg in 1878. Vooral in de 20e eeuw nam de bevolking sterk toe door de ontginning van steenkool in Beringen en later door de ontwikkeling van het industrieterrein van Tessenderlo. Op het gehucht Immert ontstond een grote woonwijk waar voornamelijk mijnwerkers woonden. In 1930 werd er een wijkschooltje opgericht en in 1948 kwam er ook een wijkkapel.
In 1977 werd de gemeente Heppen opgeheven en werd het een deelgemeente van Leopoldsburg.

## Demografische ontwikkeling
- Bronnen:NIS, Opm:1831 tot en met 1970=volkstellingen; 1976 = inwoneraantal op 31 december

## Bezienswaardigheden
- De neoromaanse Sint-Blasiuskerk uit 1848 die vergroot werd in 1903. In 1938 werd er een nieuwe toren gebouwd. In de doopkapel staat een Mariabeeld met kindje Jezus uit 1525 dat in 1994 gerestaureerd werd. In de kerk staat verder een barokke preekstoel uit 1634, afkomstig uit de abdij van Herkenrode.
- De Heikapper, een beeld van Luc Vanhoof, stelt een persoon voor die plaggen steekt op de Lange Heuvelheide. Deze plaggen werden gebruikt in de potstal en als dakbedekking. Het uit blauwe hardsteen vervaardigde beeld werd gemodelleerd naar de 82-jarige Sus Caelen, die in zijn jeugd deze bezigheid uitoefende.

## Musea
- Het Heemkundig Museum bevindt zich in de voormalige pastorij van Heppen.

Voor 1600 bevond zich op de plaats waar nu de voormalige pastorij ligt de Schans, een met water omgeven schuilplaats tegen rondtrekkende roversbenden en gedeserteerde soldaten. Tot in 1853 deed de schanswoning dienst als pastorij. In dat jaar werd een nieuwe pastoorswoning gebouwd. Het is pastoor Jansen die op 22 augustus 1853 de eerste steen legt van het huidige gebouw, de voormalige pastorij.

## Natuur en landschap
Ten westen van Hepen liggen de Gerheserbossen, en ten zuiden van Heppen bevindt zich het natuurgebied Natte Driehoek en de vallei van de Grote Beek. Ten zuidoosten van Heppen ligt het bosgebied Grootdonk.

## Openbaar vervoer
Heppen heeft zelf geen eigen treinstation, het heeft wel 2 nabijgelegen stations: Beverlo (± 3 km) en Leopoldsburg (± 4 km). Beide stations liggen op de spoorlijn 15 (Antwerpen-Hasselt).
In Heppen rijden wel enkele bussen:
14 Leopoldsburg - Maaseik
17a Mol/Leopoldsburg - Diest
58 Lommel - Beringen
179 Hamont - Brussel (speciale sneldienst)
184 Leopoldsburg - Tessenderlo - Diest (sneldienst)
302 Maaseik - Geel
718 Belbus Leopoldsburg

## Dialect
Het dialect van Heppen is een variant van het Beverlo's en deelt men in bij het Beringerlands (West-Limburgs) volgens de W.L.D.-indeling (Woordenboek van de Limburgse dialecten). Het Beringerlands is binnen het West-Limburgs een West-Limburgse overgangsregio. Uit de R.N.D.-enquête (Regionale Nederlandse Dialectatlassen) voor Heppen, opgetekend in de jaren '50 van de 20e eeuw, komen nog veel overeenkomsten met het dialect van Beverlo voor. Ook zijn de Limburgse eigenschappen nog duidelijk aanwezig. Het Heppens is nog niet volledig verdwenen maar wordt meer en meer vervangen door een tussentaal, of wat tegenwoordig doorgaat voor dialect van Leopoldsburg.

## Politiek
Het burgemeesterschap van Heppen was lange tijd in handen van de landbouwersfamilie Thues. Sinds het ontstaan van de gemeente tot aan de fusie met Leopoldsburg had Heppen de volgende burgemeesters:
| Periode | Periode     | Naam burgemeester                                |
| ------- | ----------- | ------------------------------------------------ |
|         | 1850 – 1885 | Willem Hendrickx                                 |
|         | 1885 – 1903 | Joannes Anselmus Mommen                          |
|         | 1904 – 1924 | Leopold Victor Thues                             |
|         | 1925 – 1932 | Augustinus Thues                                 |
|         | 1933 – 1942 | Augustinus Gombeer                               |
|         | 1942 – 1943 | Ferdinand Jozef Nuyts (oorlogsburgemeester, VNV) |
|         | 1943 – 1944 | Robert Claeys (oorlogsburgemeester, VNV)         |
|         | 1944        | Robert Pauwels (oorlogsburgemeester, VNV)        |
|         | 1944 – 1946 | Augustinus Gombeer                               |
|         | 1947 – 1970 | Jules Thues                                      |
|         | 1971 – 1976 | Joseph Vanderstraeten                            |

Hierna werd Heppen bij de gemeente Leopoldsburg gevoegd.

## Nabijgelegen kernen
Leopoldsburg, Oostham, Beverlo
Deelgemeenten: Heppen · Leopoldsburg

Gehuchten: Geleeg · Immert · Strooiendorp

Belgische gemeenten · Arrondissement Hasselt · Limburg · Vlaanderen